# Diplocentria retinax
Diplocentria retinax är en spindelart som först beskrevs av Crosby och Bishop 1936.  Diplocentria retinax ingår i släktet Diplocentria och familjen täckvävarspindlar. Inga underarter finns listade i Catalogue of Life.